# 鈣質
鈣或鈣質是對生物體而言必不可少的一種營養物質，包含但不限於以離子形式呈現的元素態，或是與螯合蛋白組合成的複合物形式。
生物必須藉由來自外在環境的供應來補充每日固定的流失，這包含但不只限於攝食，或是單指細胞必須透過許多機制將鈣從環境透過通道蛋白進入細胞中。
由於人體與許多其他生物體對鈣質的需求量大，鈣質被歸類為巨量礦物質之一。也如同其他礦物質，鈣在人體或生物體內都保持著原本的物理或化學特性。

## 在人體中的功能 (概述)
鈣與人體的成長、骨骼發育相關密切，在血液凝固中也扮演了重要角色。而且維持血清中正常濃度的鈣(離子)含量，才能維持正常的心臟與血管健康。鈣在細胞內(可作為第二傳訊者)與細胞間的傳訊扮演了舉足輕重的角色，因此每個細胞內的鈣離子濃度都要經過嚴格的控制。而在肌肉的細胞中更為特別，除了儲存方式外，鈣也對啟動肌肉收縮相當重要。其他如脂質代謝等，亦非常重要。
人體的鈣含量出生时约为28g，成年时达到850～1200g，占體重1.5～2％。鈣原子數目僅次於C、H、O、N等四種非金屬元素。每千克非脂肪組織中平均約含鈣20～25g。體內鈣99％以上都分佈在骨骼和牙齒中，主要以羟磷灰石结晶[3Ca3(PO4)2·(OH)2]形式存在，少量为无定形钙。后者在婴儿期占较大比例，以后随年龄增长而逐渐减少。其余的1%中，有50%与枸缘酸（柠檬酸）螯合或与蛋白质结合，另外50%则以离子状态存在于软组织、细胞外液及血液中，组成混溶钙池，这部分钙与骨骼钙维持动态平衡，是维持体内正常状态所必需的。体内有相当强大保留钙和维持细胞外液中钙浓度的机制，因为钙生理学功能对生命非常重要，即使当饮食钙严重缺乏或机体发生钙异常丢失时，可通过相同机制使骨脱矿化，以纠正甚至是轻微低钙血症，而保持血钙稳定。

## 甲殼、骨骼與牙齒的建構
鈣在生命體的主要應用之一是骨骼、牙齒和甲殼、細胞壁形成時的必需結構成分，而這些構造又肩負著支持、保護、運動、攝食等等重要生理功能。以珊瑚為例，碳酸鈣骨骼的沉積就是珊瑚礁形成的主因；許多軟體動物的甲殼、喙、卵殼，甚至是珍珠，都是碳酸鈣所組成的；而脊索動物的內骨骼的組成則是磷酸鈣（Ca3(PO4)2）以及羥磷灰石（Ca10(PO4)6(OH)2）。

### 人的骨骼
骨鈣的組成主要是羥磷灰石結晶，占骨骼重量40％以上，其次是碳酸鹽、檸檬酸鹽以及少量氯化物和氟化物的形式。骨鈣對維持血鈣濃度極為重要，被稱作人體鈣元素的「儲存庫」。當血鈣濃度降低時，可迅速由骨鈣補充，此過程即為"骨質分解"；反之，則鈣運往骨骼「暫存」。骨骼無時無刻不在進行造骨與侵蝕的動態平衡
，是由造骨細胞(osteoblast)負責分泌蛋白質以及控制礦物質沉澱，而蝕骨細胞(osteoclast)分解骨礦物質。
。

### 人的牙齒
牙齒的化學組成大部分與骨一致，牙齒的表層為牙釉質（俗稱琺瑯質），除了5％水外，全部由嵌入有機基質中的無機物（羥磷灰石及氟磷酸石）組成。其中羥磷灰石所占比例超過98％，結構非常嚴密，成為人體中最硬的部分，對牙齒咀嚼、磨碎食物具有重要意義。而牙本質(俗稱象牙質)中羥磷灰石占70％左右；牙骨質中約占40％。它們的結構與骨類似。牙齒一旦形成和鈣化後，新陳代謝就降到最低程度。維生素A、維生素C、維生素D的攝取，對牙的正常發育及鈣化是必不可少的。缺少維生素A會導致牙的不完全鈣化，使其硬度小；缺少維生素C影響牙中有機基質的形成；維生素D不但能幫助鈣的吸收，而且明顯地促使鈣、磷在牙中的沉積。

## 血液(血鈣)
- 肌肉收縮
- 神經傳導
- 凝血等

### 人的血液
血漿中的鈣有48%為離子形式，46%與蛋白質結合，3%為複合物形式，還有3%未被確認 。血漿中鈣濃度大約為10～11 mg/100 mL，無年齡、性別差異。鈣離子對神經組織有特殊且重要的影響，如果血鈣離子濃度下降，神經組織會過度興奮，導致僅手/足或甚至四肢抽搐；另一方面，高血鈣抑制神經興奮。血鈣的濃度相當穩定，由副甲狀腺素（PTH）精密控制，使骨鈣和血鈣處於平衡之中。血鈣濃度低，則由骨鈣補充；反之，血鈣濃度高，則將鈣沉積於骨中儲存，或經腎臟於尿中排出體外。

## 細胞中的鈣

### 植物細胞
植物细胞能够探知病原体，从而激发一个让植物对感染产生抵抗力的防卫系统。植物防卫通道中一个最早的步骤涉及胞质溶解钙水平的增加。然而，Ca2+信号导致有效植物免疫响应的机制尚不清楚。

### 人體細胞
- 參與神經脈沖傳遞[7]

當動作電位（AP）傳到突觸時，會開啟鈣離子通道，使鈣離子進入細胞內，高濃度的鈣離子會使鈣敏感性蛋白(calcium-sensitive protein)活化，與突觸內帶有神经递质的囊泡結合，引導他與突觸細胞膜融合，進行神經傳導物質的釋放。

- 作為細胞膜上受體蛋白的第二傳訊者 (Second messenger)

鈣離子在體內可作為第二傳訊者，當細胞受到細胞激素的刺激後，膜上蛋白會被磷酸化，產生磷脂酰肌醇4,5-二磷酸（PIP2），后者會再分裂成兩部份：肌醇三磷酸（IP3）和二酰甘油（DAG），前者會與內質網上的特殊受器結合而使內質網是放出儲存的鈣離子，釋放出的鈣會與二酰甘油和蛋白激酶C（PKC）結合，活化細胞內的許多不同的酵素；所釋放出的鈣也會可能會直接影響細胞內酵素的磷酸化或是跟钙调蛋白結合運送到體外。

## 鈣與肌肉收縮
鈣在肌肉收縮中扮演相當重要的角色。肌肉可再分為心肌，骨骼肌以及平滑肌，而鈣離子在這幾個組織中的功能也不盡相同。

### 人的骨骼肌
肌肉在接收到神經衝動後會引發細胞內鈣離子的增加。在骨骼肌中，鈣離子會和細肌絲（肌動蛋白）上的肌钙蛋白C（TnC）分子結合，造成其構型改變，進而造成原肌球蛋白的型變，使細肌絲上原本包埋的結合位置 (binding site)露出，與粗肌絲(myosin)的球狀頭(globule head)結合，造成肌肉收縮。

### 人的心肌
心肌是由心脏细胞构成的一种即特别又很重要的肌肉组织；钙离子作用在心肌细胞内外，让其不停收缩舒展，即使在人入眠后。

### 人的平滑肌
在平滑肌中，鈣離子會與钙调蛋白（CaM）結合，活化肌球蛋白轻链激酶（MLCK），使粗肌絲輕鏈磷酸化，進而活化球狀頭而與細肌絲結合，引起肌肉收縮。

## 體內平衡、吸收與流失

### 人類血液中的體內平衡
- 降鈣素
- 副甲狀腺素

血鈣在體內需要維持一定的濃度，當其濃度過低時，副甲狀腺會開始分泌副甲狀腺素（PTH），而副甲狀腺素會促使骨骼釋放出其所儲存的鈣，並增進腎臟對於鈣的再吸收，此外也會刺激腎臟活化維生素D，活化的維生素D會增進小腸對於鈣的吸收。當血鈣濃度太高時，甲狀腺會開始分泌降钙素，促進血液中過多的鈣儲存於骨骼。

#### 在人類小腸的吸收
影響人體每日吸收的鈣數量最決定性的器官就是小腸，維生素D所刺激產生的Ca運輸蛋白(TRPV-5,TRPV-6)，會將在小腸內腔的Ca離子主動運輸至小腸的絨毛細胞(enterocyte cell)內，絨毛細胞再將钙離子經由钙泵運輸到血液中。而在小腸，利用被動運輸此種方式吸收鈣離子則不會受到激素的調控。

#### 在人類腎臟的再吸收
在體內的血鈣濃度太低時，副甲狀腺會分泌副甲狀腺素，促進腎臟對於尿液中鈣離子的再吸收，以維持血鈣濃度的恆定。

#### 人體鈣的流失
若每天攝取鈣1000(mg)，則而其中在小腸會被吸收的只有300(mg)。而吸收的鈣離子用於恆定體內血鈣的濃度，若血鈣濃度達致平衡後，約180(mg)的鈣離子會隨著消化系統的分泌作用而進入排泄系統，在腎臟時又有約125(mg)鈣離子被再吸收回血液，其於的隨糞便代謝(約825mg)，皮膚碎屑脫落(25 mg)以及尿液(150 mg)而排出體外。

## 於人體的營養代謝

### 與其他營養素的關係

#### 維生素D (鈣化醇)
維生素D，是一個對"可以幫助生物體吸收鈣質的固醇類物質"的一個通稱。當人的皮膚照射到陽光時，表皮細胞 會像是內分泌腺分泌賀爾蒙一般的行為，進行分泌維生素D 的動作。麥角固醇是維生素D的前驅物，在紫外線影響下，會轉變為維生素D2（钙化醇）；維生素D3（胆钙化醇）存在於動物肝油中，會因為陽光對前述固醇類的作用而沉澱於皮膚。而當維生素D經過血液送到腎臟時，會轉變成活性狀態(維生素D3)，來幫助生物體吸收小腸內部來自於食物的鈣質。
由維生素D的別稱和英文原名就可知道它跟鈣的關係是密不可分的。維生素D又稱鈣化醇(Calciferol)，屬於脂溶性維生素，有利於鈣質的吸收與利用。由於UVB會刺激皮膚表皮細胞黑色素沉澱累積，而形成深色的皮膚。但這些深色的皮膚並不影響形成維生素D的形成，但是可以阻礙紫外線(光)以及對葉酸的破壞。另外，在人體中，含維生素D的食物要有脂肪存在並且膽汁協助下，才能在小腸被吸收，而且需求有一半以上是來自於食物。不過，在遠古非洲大陸陽光充足的莽原生活的人類祖先，能夠自行合成足夠的維生素D供體內所需。
維生素D對於小腸內鈣離子的吸收佔有很重要的地位，在小腸內，維生素D受體(Vitamin D receptor ,VDR)先和維生素D反應元件(Vitamin D response element, DRE)以及維生素A酸X受體(Retinoic acid X receptor, RXR) 複合，此複合體會結合在Ca運輸蛋白(Calcium transport protein)的基因的上游轉錄調控元件上，當維生素D在腎臟被活化後，便會與此複合體結合，將其磷酸化，進一步的製造Ca運輸蛋白。
維生素D所刺激產生的Ca運輸蛋白，會將在小腸內腔的Ca離子主動運輸至小腸的絨毛細胞(enterocyte cell)內，絨毛細胞再將Ca離子經由Ca離子泵(calcium pump)運輸到血液中。

#### 磷 (磷質)
磷存在於所有細胞。在人體存在量只僅次於鈣，但重要性反而容易被忽略。原因可能和磷不易缺乏、廣泛存在於各式食物有關。而人體有80%~90%的磷存在於骨骼及牙齒中，其餘存在於各細胞內。磷為神經傳導的主要物質之一，並且由於是能量貨幣ATP的成分之一，與所有生成(可用)能量、耗能的反應相關，或是建構遺傳物質(DNA與RNA)的主原料之一，以及蛋白質或其他大分子需要磷酸化標示的反應相關。
磷亦需要維生素D及鈣維持其正常機能。缺乏可能導致佝僂症或是齒槽膿漏的狀況。副甲狀腺機能亢進者有特殊的需求。
磷與鈣會相互拮抗競爭，影響彼此的吸收。飲食的鈣磷比例對嬰兒非常重要，比例失調會導致抽筋，對兒童及成人則較無影響。理論上鈣磷攝取是以1：1的比例最佳，但實際上有困難，因為鈣只存在於少部份的食物，磷卻幾乎存在所有的食物。如果鈣質攝取量偏低，又攝取大量的磷時（鈣：磷＜１：３），血鈣會下降，骨礦物質會分解釋出鈣，最終造成骨質流失；這種情形在老年人及停經婦女最為明顯。
含有磷的食品為魚、雞、鴨、蛋、牛奶、乳製品、全穀類製品、花生、豌豆、杏仁、葵花子。
一般磷補充劑為磷酸鈉或磷酸鉀。高脂肪的飲食可促進磷的吸收，卻也同時會使身體內的鈣含量減少。磷會干擾鈣的吸收和留存，當飲食中的鈣磷比例為1：1時，其生物可用率最高。若磷與鈣的攝取比例不當，仍可能引起佝僂症。

#### 鎂 (鎂質)
鎂是除了鈣與磷外，人體含量最多的礦物質，人體的鎂約70%存在於骨骼中。
鎂可以防止骨質鈣化。許多生理代謝反應，包含核酸和蛋白質的合成，都需要鎂的參與。鎂是製造DNA時所需的物質，在血糖轉變成能量的過程中亦扮演了重要的角色，在鈣、磷、鉀、鈉，以及維生素C的代謝是必須的。於碳水化合物的新陳代謝以及高能鍵的能量轉移上亦不可或缺。可以維持心臟、肌肉、神經的正常功能。可以預防鈣質沉澱於組織以及血管壁。是人體不可或缺的巨量礦物質。
現代的食品多經加工再造，容易導致鎂離子流失，容易發生攝取不足的問題，可能增加糖
尿病等慢性疾病的風險。一般西式飲食的鎂含量都較東方飲食為低，因此偏好西式食物者
應特別注意鎂的攝取量。另外，飲酒也會造成鎂的排泄量增加。年長者以及長期酗酒或經常從事劇烈運動的人會對鎂有特殊需求，作限鈣飲食的人也要同時注意鎂跟磷的攝取量。
鎂是葉綠素中的重要成份，因此深綠色蔬菜中含有大量鎂，另外無花果亦是含量豐富的食品。
含有鎂的主要食品為：鯉魚、鱈魚、小蝦、綠色葉菜、小麥胚芽、香蕉、杏仁、無花果、瓜子。
鎂過量可能造成運動機能障礙。缺乏症狀有低血糖、心悸、虛弱、疲倦、神經過敏、手腳顫抖。
鎂與鈣互有拮抗性，當鈣攝取過多時，鎂的吸收率便會降低，鈣與鎂並用時，其比率
最好為2：1。近年來較新的鈣補充劑多半都是同時擁有鈣、鎂跟維生素D，通常通稱為"鈣鎂D錠"。
牛奶中若含有人工合成的維生素D，會消耗體內的鎂含量。

目前台灣的衛生署並未提供建議攝取量，但以安全劑量估算，建議每天攝取量
兒童及青春期 250mg
成年男性 350mg
成年女性 300mg
孕婦以及授乳婦女 450mg
若是持續攝取超過這範圍，便會造成鈣的嚴重不足。

#### 維生素K
维生素K对于血钙转化成骨钙的过程具有促进作用，甚至可以说，如果没有维生素K，血钙就无法（或者很难）转化成骨钙。因为维生素K可以与成骨细胞上的受体结合，活化成骨细胞并使其产生骨钙；并且，一旦生成骨钙，如果没有维生素K的作用，骨钙是无法沉淀在骨上的。

#### 硼 (硼質)
硼普遍存在於蔬果中，近年來已被認定是人體需要的微量礦物質之一，但是並不含於動物性食品中。主要功用是維持骨質密度，可加速骨折的癒合，並且減緩關節炎的症狀。停經後的婦女若在飲食中添加硼，或是以注射方式，可減緩鈣鎂流失，增加動情激素或其代謝產物，藉以保留骨骼中的鈣質，並預防骨質疏鬆症。
含有硼的主要食品有：黃豆、梅乾、葡萄乾、杏仁、花生、榛果、棗子、蜂蜜、葡萄酒。
目前台灣的衛生署並未提供國人建議攝取量，但每日服用3mg硼有助於預防骨質疏鬆症。另一方面，硼也有助於提高男性睪丸睪固酮分泌量、並且強化肌肉。因此有許多運動員都會特地補充。

#### 釩 (釩質)
釩(Vanadium,V )至今仍是迷樣的礦物質，缺乏症不明顯。但可以確定的是，釩是正常生長所必須，但對人的重要性仍待發掘。一般認為，釩可能有助於降低血糖(改善糖尿病患者對血糖的利用情形、防止血膽固醇累積、協助正常的脂肪代謝、防止齲齒(蛀牙)、亦為骨骼發育的重要物質以及與製造紅血球的機制相關。
目前台灣的衛生署並未提供建議攝取量，但以安全劑量估算，建議成人每天攝取量約為11μg。一般而言，只要吃魚就能補充足夠的釩。含有釩的主要食品為肉類、魚、雞、鴨、小黃瓜、穀類製品。若攝取合成的釩，容易引起毒性，需特別注意。

#### 錳 (錳質)
錳是必要的微量礦物質。至今營養學、動物學以及醫學界對錳在人體或動物體的作用皆不甚清楚，但許多資料都指出，錳可以預防骨質疏鬆症、消除疲勞、增進記憶力、緩和神經過敏、煩躁不安，並推測對早發性癡呆症、阿茲海默症具有療效。因為它可能與某些酵素的活化有關，並能充當輔酶，進行生理代謝作用，並可能與人體含硫的黏多醣合成有關。
細胞合成黏多醣主要是在高基氏體以及粗糙內質網進行。缺乏錳的時候，這兩個胞器構造將產生病變，連產生能量貨幣(ATP)的粒線體也會發生變化。
人體內錳的含量約為10mg，主要貯藏在肝以及腎中，其次是血液。大多數的錳由肝藉膽汁排到小腸，未被再吸收的部分因而隨糞便被排遺而出，極小部分會由尿液排泄。
錳在動物性食物中含量極少，多存在於蔬菜、水果、核果類、未精製的穀類。
含有錳的主要食品有：菠菜、豌豆、萵苣、藍莓、鳳梨、花生、栗子、大麥、蕎麥、燕麥、茶、咖啡、薑。
目前台灣的衛生署並未提供建議攝取量，但以安全劑量估算，建議成人每天攝取量約為2~5 mg。一般每日的飲食大約可吸收錳4mg，通常並不需要額外補充。很少發現有錳的缺乏者，但是對於偏好葷食、不愛吃青菜水果、不喝茶的族群會有特殊的營養需求，而且缺乏時很可會罹患運動失調症。當攝取大量的鈣以及磷的時候，將妨礙錳的消化吸收。錳的毒性較小，但工業製品具有毒性。

#### 蛋白質
當鈣攝取不足時，食物中的蛋白質有利於鈣質的吸收；不過鈣攝取充足時，蛋白質就沒有促進吸收的效果。過量的蛋白質與脂肪則會促進鈣質的排泄，造成鈣質的流失。

#### 植酸
植物性的植酸phytate會與鈣質結合，使鈣質無法在水中解離，阻礙人體對鈣質的吸收。

## 人類一生中的鈣
人體對於鈣的吸收狀況會隨著年齡的不同而改變。通常於嬰兒時期會有最大的吸收率，約為60%，幼年時期吸收率約為34%，成年人的吸收率約為25%。鈣的吸收會隨年齡越高，吸收率越差，特別是年過60歲之後，吸收率快速下降。
一般來說，鈣和卵巢的活動有關，女性對鈣質的吸收則特別會受到雌激素和月經的週期等影響，研究顯示，女性初潮 (menarche)對鈣的吸收是每天212 mg，而停經(menopausal)後每天只剩下42 mg，吸收率每年會減少0.21%。
懷孕(pregnancy)過程中，大約有30 g的鈣會由母體透過血液循環轉換成嬰兒的骨骼成分。若母體鈣的吸收消化都沒有增減，嬰兒骨骼的生成會消耗母體骨骼中約3%的鈣質，此現象稱為懷孕期間暫時性的骨質疏鬆症，通常產後都會自己恢復回原來的骨密度。然而，母體在懷孕期間會分泌高量的雌激素( estrogen)，會刺激胎盤生成雌二醇(placental estradiol)，進而提高成骨細胞(osteoblast)的活性，幫助鈣儲存於骨骼中，減少更多不必要的流失。
哺乳期也會造成骨中鈣質的流失，不過營養充足的情況下，等到月經(menses)恢復後就會漸漸補足。產後三個月，一天大約150-200 mg的鈣會分泌到乳汁中，六個月會接近300 mg。若沒有補充鈣質，這六個月由乳汁流失的鈣質總量，大約是4-6%的母體骨骼含鈣量。
從25到75歲間，人類消耗以維持能量平衡及避免體內多餘脂肪累積的能量會減少25%，儘管是維持營養素密集飲食(nutrient-dense diet) ，仍會減少25%對礦物質的攝取。有些營養素減少25%的攝取並不會造成什麼問題，但是像維生素D、銅、鋅、鈣、鉻 ，一般成人並不能接受此25%攝取量的減少，而會提高老年時對這些營養素缺乏的風險。

### 運動員
適度的運動可促進人鈣的吸收，但是過度的運動反而會減緩鈣的吸收。
女性運動員相較一般女性需要攝取較高量的鈣質，因為女性運動員的雌激素較低，而雌激素可促進骨骼中鈣的囤積作用，並促進骨骼系統的完整。

### 老年人
人在老年期是最容易缺乏鈣質的，如果不多補充可能會導致骨質疏鬆，造成全身癱瘓。

## 飲食與保健
對人而言，攝取均衡的飲食是非常重要的。甚至醫師與營養學家一般皆認為，「只要能夠有均衡與足夠的飲食，甚至不需要做任何食品營養強化的加工或刻意去服用營養補充劑(，如一般市面上常見的維他命C錠、鈣片、甚至是營養強化過的牛奶、麵包)。」但是由於現代人三餐經常不正常，無論上班族或是學生(，甚至是小孩，這個階段若不及早保健，對成長過程以及以後的影響是不容小覷的)，
含豐富維生素的飲料，或強調百分之百天然的蔬果汁，在廣告媒體的推波助瀾下，或許可以是健康飲食的一種選擇。可是選購這些食品以及補充劑時，必須注意它的營養標示，關心製造及保存流程，學習如何正確烹飪與保存食物，計算一天真正的攝取量，必要時請諮詢醫師或營養師給予醫療建議。除了小心反而造成身體負擔之外，這樣才能做到真正的健康與營養均衡。
在此處目前先僅就人的營養、飲食與保健作討論。

### 在食物中的分佈
自然的食品以牛奶和優酪乳所含的鈣最多，其他食物如乾豆類、魚、豆腐、深色的蔬菜如花椰菜、甘藍類蔬菜和芥蘭菜等都含有豐富的鈣。此外還有很多添加鈣強化的食物，例如：橙汁、蔓越莓汁、早餐穀類食品等。也有人服用鈣補充劑以補不足。然而攝取過量的鈣可能導致腎結石 。最新的膳食標準指出鈣的上限攝取量是每天2500 mg；一般人每天只須從自然食物和補充劑中攝取1500 mg的鈣，便已經足夠。

### 如何攝取鈣
钙需要量与蛋白质摄入水平有关，约为每100g蛋白质需要1g钙，高磷饮食使钙的需要量增加。高温作业者钙排出增加，寒带地区阳光不足，皮肤内转化维生素D少，钙吸收较差，同时钙来源也常受饮食类型影响，故均需增加钙供给量。孕期、哺乳期妇女，对钙需要都相对增加，早产婴儿、青春期前后儿童少年、老年人，均需适当增加钙供给量。

#### 建議攝取量
世界各地區的鈣攝取量有很大的差異，歐美等已開發國家平均毎人每日攝取850毫克，而非洲、拉丁美洲及大部分開發中國家只有344毫克，相差一倍以上。因此鈣攝取不足在開發中國家是個嚴重的健康議題[2]。。
| 年龄  | 中国（mg/d） | 年齡別         | 台灣(mg/day) | 美國(mg/day)     |
| 0～   | 300          | 0~6個月        | 400          | 400              |
| 0.5～ | 400          | 6個月~6歲      | 500          | 600-800          |
| 1～   | 600          | 7~9歲          | 600          | 800-1200         |
| 4～   | 800          | 10~12歲        | 700          | 1200-1500        |
| 7～   | 800          | 13~19歲        | 男800/女700  | 1200-1500        |
| 11～  | 1000         | 20歲以上       | 600          | 24歲：1200-1500  |
| 14～  | 1000         |                |              | 25~64歲：1000    |
| 18～  | 800          |                |              | 65歲以上1500     |
| 孕妇  |              | 懷孕及哺乳     | 1100         | 1200-1500        |
| 早期  | 800          | 成年婦女停經後 |              | 服用雌性素：1000 |
| 中期  | 1000         |                |              | 未用雌性素：1500 |
| 晚期  | 1200         |                |              |                  |
| 乳母  | 1200         |                |              |                  |
| 50～  | 1000         |                |              |                  |

#### 鈣的毒性
若一天攝取超過2500 mg的鈣質，對人體就會造成一些負面的影響，尤其是嬰幼兒或老年人。
太大量的鈣質攝取會造成血鈣過高(hypercalcemia)，使大量鈣質囤積於軟組織內(soft tissue)，造成軟組織鈣化(calcification)的現象。大量鈣質攝取也會造成便秘，增加鈣相關的腎結石風險，尤其是原發性的尿鈣過多(idiopathic hypercalciuria)的病患。

#### 限鈣飲食
作限鈣飲食的人也要同時注意鎂跟磷的攝取量。

#### 素食者注意
因為飲食中含有大量「植物蛋白」、「硫」，極為容易造成鈣質的流失。

#### 鈣補充劑
鈣補充劑（Dietary calcium supplement）俗称「钙片」，主要成分為鈣化合物，如碳酸鈣、檸檬酸鈣、乳酸鈣等，其中吸收率最高的為檸檬酸鈣約35％，碳酸鈣為27％，乳鈣質為29％，磷酸鈣為25％。碳酸鈣取材於牡蠣殼或珍珠貝等，葡萄糖酸鈣的溶解度較大。選購鈣補充劑應注意鈣離子的含量與鈣的來源，不要購買標示不清的產品。含鈣量一般大約10~40%。
鈣片分為天然鈣及合成鈣，天然鈣通常是由雞骨、牛骨、牡蠣殼等做成，而合成鈣又可分碳酸鈣、檸檬酸鈣、乳酸鈣、葡萄酸鈣。
鈣片進入人體後，先會被胃酸溶解(解離成鈣離子)，才會被小腸吸收。
鎂與鈣互有拮抗性，當鈣攝取過多時，鎂的吸收率便會降低，鈣與鎂並用時，其比率
最好為2：1。近年來較新的鈣補充劑多半都是同時擁有鈣、鎂跟維生素D，通常通稱為"鈣鎂D錠"。

### 鈣與疾病預防

#### 骨質疏鬆症
骨質疏鬆症Osteoporosis
骨質疏鬆症是一種鈣質由骨骼往血液淨移動的礦物質流失(demineralization)現象，骨質量減少，骨骼內孔隙增大，呈現中空疏鬆現象，速率取決於蝕骨細胞(osteoclast)和成骨細胞(osteoblast)活性的消長。此點與軟骨症(osteomalacia)有所區別，軟骨症的成因是維生素D的缺乏所導致。
骨質疏鬆症的表面症狀為骨質流失和骨組織破壞，從而導致骨質變得脆弱，大大增加骨折的可能性。根據世界衛生組織的指引，骨質疏鬆症的定義為當一個人的骨骼礦質密度（Bone Mineral Density）比一個健康女性的骨骼礦質密度低於2.5個標準差。
骨質疏鬆症的危險因子包括：性別(尤其是女性)、太早停經、種族(尤其是白人和亞洲人)、骨頭結構較細、身體質量指數(body mass index，BMI)過低、抽煙、酗酒、平時運動量不足，或是具有家族性遺傳因子。
人類的巔峰骨骼質量(peak bone mass)通常在30到40歲間就會達到，隨後便會走下坡，漸漸發生礦物質流失(demineralization)現象。一般來說，女人骨質流失最快的時期是停經後五年間，脊椎密度平均每年減少3-6%，而超過50%年過80歲的女性會有骨折的經歷。男性骨質流失的速率則較為穩定，在達平均巔峰骨骼質量後，依據不同部位，每年流失約0.5-2%。
雖然骨質疏鬆症在多數情況下並不會直接導致死亡，但骨質疏鬆症會增加骨折機會，從而嚴重影響病患者的基本健康和獨立生活能力，更大大增加社會醫療負擔。

#### 鈣與肥胖症
鈣質與體重調控之間的機制，至今都還在研究中，目前普遍認為和體內維他命D和PTH的循環加快有關係。
當鈣質攝取量不足，血鈣濃度下降的時候，體內維他命D和PTH的循環會加快，進而促進鈣的吸收，然而血液中維他命D和PTH的濃度上升，相較於平常正常的濃度，鈣會有更高的機會進入脂肪細胞(adipocyte)，細胞內鈣濃度的提高，會促使脂肪生成的基因表現，同時也抑制脂肪分解的基因表現，如此造成脂肪細胞的累積，造成體重增加等肥胖症。

#### 鈣與大腸癌
鈣與抑制大腸癌的關係，目前的研究認為是肯定的。
大腸內的膽酸(bile acid)和游離脂肪酸(free fatty acid)會造刺激大腸細胞的過度增生(hyperproliferation)，為引發大腸癌的潛在因子，鈣被認為可以和膽酸、游離脂肪酸結合，以減少大腸癌的風險。

#### 鈣與高血壓
許多研究都認為鈣質對降低血壓有正向的功效。
在DASH(防治高血壓的飲食，Dietary Approaches to Stop Hypertension)試驗中，鈣質被認為是一個很重要的，用來降低血壓的調控因子。研究顯示，鈣質可有效控制及預防因懷孕所引發的高血壓。儘管如此，在科學期刊Canadian Hypertension Society的回顧中，並不建議民眾以純化後的鈣補充劑來達到治療和預防高血壓的功效，應該以攝取高鈣質含量的飲食為主。不過鈣質對於降血壓的功效，目前普遍認為是肯定的。

#### 缺鈣牙痛
牙痛可分為蛀牙(外部有蛀蝕現象)、牙齦感染(有膿腫)、缺鈣牙痛(常被誤診為三叉神經痛)等，前兩種請務必找醫師診治。但缺鈣牙痛不會有蛀牙、膿腫等現象，而且有時甚至會痛整排牙，看牙醫鑽牙拔牙無濟於事，拔完最痛那顆，旁邊的會繼續痛，抽掉牙神經的牙齒也會痛。若沒有蛀蝕孔也沒有感染腫脹，千萬不要拔牙鑽牙，缺乏營養學知識的醫師會解釋為不明原因的三叉神經痛，但即使吃藥數週也治不好。事實上，每小時補充1000mg鈣質，最快半小時，最慢三小時，症狀就會明顯減弱消失，此時必須立刻停止服用鈣片以免過量造成其他問題(一天之內最多只能吃三次，平常沒事可不能這樣吃)。註：體重低於50公斤者應按體重比例減量使用。
懷孕女性經常出現缺鈣牙痛，原因是母體必須將大量鈣質轉給胎兒。此類型的牙痛常會痛半邊、整排牙齒，在補充足量鈣質之後，症狀就會完全消失。